# Современная идиллия
«Совреме́нная иди́ллия» — сатирический роман Михаила Евграфовича Салтыкова-Щедрина, написанный в 1877—1883 годах.

## Сюжет
Главные герои — неназванный рассказчик и Глумов, петербургские интеллигенты-либералы. Сюжет начинается с того, что к ним заходит «Алексей Степаныч Молчалин» и говорит, что настают трудные времена, а потому «нужно погодить», то есть бросить не только всякую общественную и политическую деятельность, но и мысли, касающиеся вопросов политики и общества. На время «гожения» главные герои стараются говорить и думать только о еде, однако их находит сыщик Кшепшицюльский, услышавший о двух либералах. Он приводит их в общество квартального надзирателя Ивана Тимофеича. На протяжении сюжета рассказчик и Глумов пытаются представить себя власти и обществу людьми «благонамеренными» (то есть политически благонадёжными), в то же время помышляя о преступлениях и пытаясь сбежать от «гороховых пальто» и «любителей статистики». Сам автор сформулировал сюжет так: «Герои эти, под влиянием шкурного сохранения, пришли к убеждению, что только уголовная неблагонадежность может прикрыть и защитить человека от неблагонадежности политической, и согласно с этим поступают, то есть заводят подлые связи и совершают пошлые дела».

## Действующие лица

### Главные герои
- Рассказчик.
- Глумов.
- Балалайкин, адвокат.
- Иван Иванович Очищенный — тапёр и вольнонаёмный редактор газеты «Краса Демидрона».
- Фаина Егоровна Стёгнушкина (Фаинушка, «штучка») — купчиха, содержанка купца Онуфрия Парамонова.
- Онуфрий Петрович Парамонов — купец, член «меняльной секты».
- Собственный корреспондент «Красы Демидрона».

### Жители Санкт-Петербурга
- Иван Тимофеевич, квартальный надзиратель.
- Флегонт Васильевич Прудентов, письмоводитель.
- Афанасий Семёнович Молодкин, брандмейстер.
- Кшепшицюльский, сыщик.

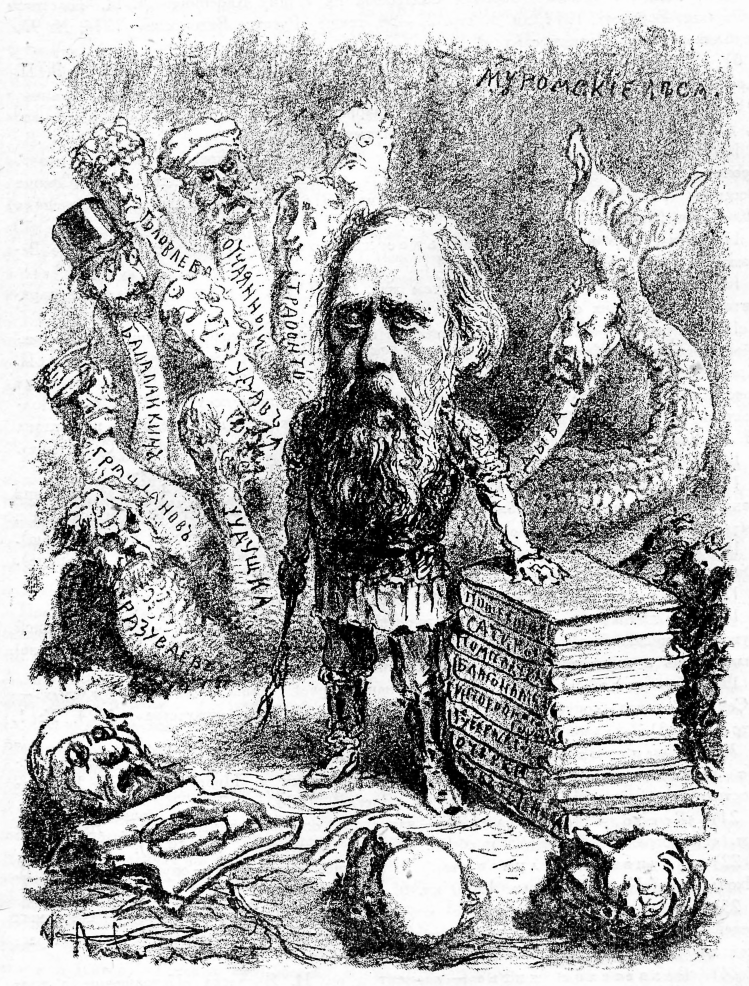
Шарж на Салтыкова-Щедрина с изображением Балалайкина, Иудушки Головлёва и других персонажей Салтыкова.

- Полкан Самсонович Редедя — странствующий полководец, «метрдотель» Фаинушки.
- Выжлятников и другие «любители статистики» (агенты охранного отделения).
- Перекусихин 1-й и Перекусихин 2-й, тайные советники.
- Кубышкин, фабрикант.

### Жители Тверской губернии
- Разноцветов — мещанин, владелец постоялого двора в Корчеве.
- Презентов — мещанин, корчевский изобретатель.
- Пантелей Егорыч, полицейский в Корчеве.
- Михал Михалыч, секретарь при Пантелее Егорыче.
- Онисим Дадонов, корчевский долгожитель.
- Иван Хворов, пескарь.
- Иван Иванович, Пётр Иванович и Семён Иванович — судьи в кашинском окружном суде.
- Лазарь Давидович Ошмянский.
- Мошка, брат Ошмянского.
- Мина Праздников.
- Люди в гороховых пальто и «любители статистики».
- Урядники.

## История создания и публикации
Название романа, вероятно, заимствовано у одноимённой антинигилистической повести В. П. Авенариуса, вышедшей в 1865 году. Салтыков резко откликнулся на произведение, раскритиковав его за «геркулесовы столпы пошлости и аляповатейшего клубницизма».
Рассказ «Современная идиллия», впоследствии ставший первой главой романа, писался в 1877 году «в два вечера» для заполнения бреши в февральском номере «Отечественных записок», появившейся из-за запрещения цензурой рассказа «Чужую беду — руками разведу». Если в запрещённый рассказ Салтыков вложил размышления на тему «отцов и детей», то «Современная идиллия», рассказывавшая об «утробных похождениях» двух опустившихся интеллигентов, заключала «мысль, что для презренного нынешнего времени другой литературы и не требуется». Рассказ заканчивался тем, что Рассказчик и Глумов за несколько лет привыкли к новой жизни и даже нашли в ней особенную радость, а потому и пишут рассказ. Эту концовку автор опустил при переработке.
Выполняя сразу же возникшее намерение создать «несколько таких рассказов», в мартовском и апрельском номерах журнала за 1877 и 1878 годы, Салтыков продолжил историю героев. Замысел произведения углубился: если для сохранения политической благонадёжности в рассказе от интеллигентов требовалась только аполитичность и стремление избегать размышлений об актуальных общественных вопросах, то в формирующемся романе от них уже требуется агрессивный аморализм.
Подъём революционных настроений в 1879—1881 годах, закончившийся убийством Александра II, заставил писателя оставить замысел до 1882 года, когда тема приспособленчества в эпоху политической реакции стала особенно актуальной.
Цензура достаточно резко реагировала на публикацию романа. Четвёртая глава романа была запрещена цензурой: цензор Лебедев усмотрел в ней глумление «над происхождением нашего государства от основания его до настоящего времени» и «множество отдельных предосудительных мест, бросающих неблагоприятный свет на правительство за его неуместную подозрительность». Публикация глав о судебном процессе над пескарём также вызвала реакцию цензуры, однако было только вынесено второе предостережение журналу. Сам Салтыков считал, что он «скомкал» концовку (прижизненная критика, однако, высоко её оценила), подстраиваясь под требования цензуры (и вообще опасался, что цензура не пропустит последние главы).
Салтыков значительно переработал текст при подготовке отдельного издания, изменив деление глав. Четвёртая глава, запрещённая цензурой, была опубликована в отдельном издании как шестая.

## Отзывы

### Автор о романе
«Но ежели история современности уделит когда-нибудь мне хоть одну строку, то я желал бы, чтоб эта строка была посвящена не мне лично, а „Современной идиллии“».

### Отзывы
«Один содрогается и стонет сам — содрогается от ужаса и боли его читатель, точно так же, как этот читатель злобно хохочет с автором над какой-нибудь „современной идиллией“ или внезапно бледнеет перед образом „Иудушки“».— И. А. Гончаров

«Такого полёта сумасшедше-юмористической фантазии я даже у него не часто встречал».— И. С. Тургенев. Письмо П. В. Анненкову 25 сентября 1882 г.

«Тотчас прочёл „Современную идиллию“ — и нашёл, что прирождённая Вам vis comica никогда не проявлялась с большим блеском».— И. С. Тургенев. Письмо М. Е. Салтыкову-Щедрину 24 сентября (6 октября) 1882 г.

«Разговор коснулся Щедрина. — Вы читали его „Современную идиллию“? — спросил меня Толстой. — Помните суд над пискарями? — Да, помню, — ответил я: — там хороши ещё лоботрясы. — Это прелестно, — сказал Толстой, и при этом привел на память небольшую цитату из Щедрина, в которой говорилось о лоботрясах. — Хорошо он пишет, — закончил Толстой: — и какой оригинальный слог выработался у него. — Да, —сказал я и потом прибавил: — Такой же, в своем роде, оригинальный слог у Достоевского. — Нет, нет, — возразил Толстой: — у Щедрина великолепный, чисто народный, меткий слог, а у Достоевского что-то деланное, натянутое».— Г. А. Русанов, «Поездка в Ясную поляну 24—25 августа 1883 г.», 1912 г.

 О беде <Ахматова> не говорила, а обо всём на свете.
— Перечитываю Салтыкова. Замечательный писатель. «Современная идиллия» — перечтите. Вот, говорят, бедняга, вынужден был эзоповым языком писать. А ему эзопов язык шёл на пользу, создавая его стиль. — Л. К. Чуковская, «Записки об Анне Ахматовой»

## Анализ и критика

### Советская литература
- Монография А. А. Жук «Сатирический роман М. Е. Салтыкова-Щедрина „Современная идиллия“» (1958)
- Текст романа с комментарием и примечаниями советских исследователей А. А. Жук и К. И. Соколовой (1973).
- «История русской литературы в четырёх томах под ред. Н. И. Пруцкова. Том 3. Расцвет реализма» (1982)

### Современная литература
- И. Ю. Роготнев — «Карнавал» и «Сатира» в русской литературе Нового времени (о своеобразии комизма М. Е. Салтыкова-Щедрина) (2009)
- Статья современного исследователя Е. Н. Строгановой «М. Е. Салтыков-Щедрин и античная литература», в которой «Современная идиллия» рассматривается как мениппея (2015).
- Книга Е. Н. Строгановой "Роман М. Е. Салтыкова-Щедрина «Современная идиллия» (2017)

## Театральные постановки
- 1973 — «Современник», «Балалайкин и К°». Режиссёр — Георгий Товстоногов. В ролях: Олег Табаков, Валентин Гафт, Андрей Мягков.
- 2001 — «Современник», «Балалайкин и К°». Режиссёр — Валентин Гафт.
- 2015 — «Мастерская Петра Фоменко», «Современная идиллия». Режиссёр — Евгений Каменькович.
- 2022 — «Московский Театр Сатиры», «Балалайкин и К°». Режиссёр — Сергей Газаров[7].